# 丹尼·麥卡錫
丹尼·麥卡錫（英語：Denny Francis McCarthy，1993年3月4日—）是美國的一位職業高爾夫球手，參加PGA巡迴賽的賽事。麥卡錫自10歲就加入高爾夫社團，在大學期間也是維吉尼亞大學高爾夫球隊的一員。

## 外部連結
- 丹尼·麥卡錫在PGA巡迴賽的官方網站
- 丹尼·麥卡錫在男子高爾夫世界排名的官方網站